# Hans-Joachim Althaus
Hans-Joachim Althaus (* 31. Juli 1954 in Stuttgart) ist ein deutscher Wissenschaftsmanager und Volkskundler.

## Werdegang
Althaus studierte Empirische Kulturwissenschaft und Neuere Deutsche Literaturwissenschaft an der Eberhard Karls Universität Tübingen und wurde mit einer Arbeit zum Bild Ostdeutschlands bei jungen Bundesbürgern promoviert. An der Universität Tübingen war er zwischen 1985 und 1994 Mitarbeiter in mehreren Forschungsprojekten die von der Robert Bosch Stiftung, der Deutschen Forschungsgemeinschaft (DFG) und der Hans-Böckler-Stiftung finanziert wurden. Zwischen 1985 und 1990 war er auch als freier Journalist u. a. für das Schwäbische Tagblatt in Tübingen tätig. Es folgten Stationen im Goethe-Institut Warschau (1994/95) und als DAAD-Lektor an der Uniwersytet Wrocławski in Breslau/Wrocław (1995 bis 2000). Seine Arbeitsschwerpunkte liegen auf Themen der internationalen Bildung, von Deutsch als Fremdsprache, Landeskunde und Kulturgeschichte.
Althaus wurde im Oktober 2000 mit der Leitung des neu gegründeten TestDaF-Instituts und der Geschäftsführung der Gesellschaft für Akademische Testentwicklung e.V. beauftragt. Dieser gemeinnützige Verein wurde 2014 insbesondere aufgrund der Entwicklung neuer Testprodukte und der Hinzunahme der Deutsch-Uni Online zur Gesellschaft für Akademische Studienvorbereitung und Testentwicklung e.V. erweitert. Der Sitz des TestDaF-Instituts wurde 2010 von der FernUniversität in Hagen an die Ruhr-Universität Bochum verlagert. Er beendete diese Tätigkeit 2022.

## Publikationen
- Hans-Joachim Althaus u. a.: Da ist nirgends nichts gewesen außer hier. Das 'rote Mössingen' im Generalstreik gegen Hitler. Geschichte eines schwäbischen Arbeiterdorfes. Rotbuch Verlag, Berlin 1982, ISBN 978-3-88022-242-7
- Hans-Joachim Althaus, Hildegard Cancik-Lindemaier, Kathrin Hoffmann-Curtius und Ulrich Rebstock (Hg.): Der Krieg in den Köpfen. Beiträge zum Tübinger Friedenskongreß „Krieg - Kultur – Wissenschaft“ (= Veröffentlichungen des Ludwig-Uhland-Instituts der Universität Tübingen im Auftrag der Tübinger Vereinigung für Volkskunde, 73. Band). Tübingen 1988, ISBN 978-3-92534-056-7
- Gertrud Döffinger, Hans-Joachim Althaus: Mössingen. Arbeiterpolitik nach 1945 (= Studien und Materialien des Ludwig-Uhland-Instituts der Universität Tübingen im Auftrag der Tübinger Vereinigung für Volkskunde, Hg. v. Hermann Bausinger, Ute Bechdolf, Utz Jeggle u. a., Bd. 4). Tübingen 1990, ISBN 978-3-92534-063-5
- Die Deutschen in ihrer Welt. Tübinger Modell einer integrativen Landeskunde. Hg. v. Paul Mog in Zusammenarbeit mit Hans-Joachim Althaus. München 1992, ISBN 978-3-46849-443-7
- Auslandsleute. Westdeutsche Reiseerzählungen über Ostdeutschland. Mit einem Beitrag von Bernd Jürgen Warneken. (= Untersuchungen des Ludwig-Uhland-Instituts der Universität Tübingen im Auftrag der Tübinger Vereinigung für Volkskunde, hg. v. Hermann Bausinger, Ute Bechdolf, Utz Jeggle u. a.) Tübingen 1996, ISBN 978-3-92534-093-2.
- Bürgerliche Wanderlust. Anmerkungen zur Entstehung eines Kultur- und Bewegungsmusters. In: Wanderzwang – Wanderlust. Hg. v. Wolfgang Albrecht und Hans-Joachim Kertscher (Hallesche Beiträge zur Europäischen Aufklärung, 11; Schriftenreihe des Interdisziplinären Zentrums für die Erforschung der Europäischen Aufklärung, Martin-Luther-Universität Halle-Wittenberg). Tübingen: Niemeyer 1999, S. 25–43, ISBN 978-3-48481-011-2
- Andrzej Zawada: Niederschlesien. Land der Begegnung. (Dolny Śląsk: ziemia spotkania, 2002). Übersetzung: Hans-Joachim Althaus. Thelem Verlag Dresden 2005, ISBN 978-3-93571-288-0
- Hans-Joachim Althaus und Uwe Koreik: Transnationale Bildung: Deutsch in mehrsprachigen Kontexten an Hochschulen. In Ulrich Ammon & Gabriele Schmidt (Hrsg.): Förderung der deutschen Sprache weltweit: Vorschläge, Ansätze und Konzepte. Berlin: de Gruyter, 2019, ISBN 978-3-11047-670-5
- Thomas Eckes und Hans-Joachim Althaus: Language proficiency assessments in higher education admissions. In Maria Elena Oliveri & Cathy Wendler (Eds.): Higher education admission practices: An international perspective. Cambridge, UK: Cambridge University Press 2020.